# Uničevalno taborišče Sobibór
Sobibór [sobíbor] je bilo nacistično uničevalno taborišče akcije Reinhard. Imenuje se po vasi v današnjem poljskem Lublinskem vojvodstvu, blizu katere je bilo zgrajeno taborišče. V Sobibor so bili z železnico prepeljani Judje, večinoma judovski sovjetski vojni ujetniki in verjetno Romi, nakar so jih načrtno zadušili v plinskih celicah z motornih izpuhom. V Sobibóru je bilo umorjenih vsaj 250.000 ljudi.

## Taborišče
Taborišče v Sobibóru je bilo zgrajeno kot drugo taborišče akcije Reinhard spomladi 1942, delovati je začelo maja 1942. Skupaj je imelo pet plinskih celic, v katerih so ljudi pobijali z ogljikovim monoksidom tankovskega motorja. Žrtve so se zadušile v približno 20 minutah. Do oktobra 1943 so v Sobiboru zaplinili približno 250.000 Judov in drugih.
Prvi komandant je postal SS - Haupsturmführer Franz Paul Stangl, Avstrijec, ki je bil avgusta premeščen v Treblinko, tako da ga je zamenjal SS - Obersturmführer Karl Reichleitner, prav tako Avstrijec. Namestnik komandanta je bil SS - Untersturmführer Johann Niemann.
Samo taborišče se je delilo na tri dele: administrativno, delovno in uničevalno. Delovnemu taborišču je poveljeval najzloglasnejši sobiborski esesovec Avstrijec SS - Oberscharführer Gustav Wagner (v njegovi odsotnosti pa SS - Oberscharführer Karl Frenzel), medtem ko je uničevalnemu poveljeval SS - Oberscharführer Kurt Bolander. Plinske celice je nadzoroval esesovski narednik Erich Bauer, ki je tudi spuščal plin. Vseh esesovcev je bilo okrog 30, Ukrajincev pa okrog 100 - 120.
Taborišče je bilo obdano z vejevjem zakamuflirano bodečo žico, stražnimi stolpi in minskim poljem.

## Jetniki
Jetniki so bili izključno samo Judje, ki so morali za plačilo daljšega življenja opravljati vsa fizična dela. Jetniki, ki so delali v uničevalnem delu, so se imenovali Sonderkommando' in so bili strogo ločeni od drugih. Jetniki so se delili na več delovnih skupin, odvisno od nalog, ki so jih opravljali (sortiranje oblek pobitih, delo za SS ipd.). Skupaj jih je bilo okrog 600. Esesovci so pustili jetniško samoupravo s sistemom kapojev. Vrhovni kapo (oberkapo) je bil vodja vseh zapornikov, ki so mu bili podrejeni kapoji posameznih delovnih skupin. Oberkapoji so sčasoma postali prav tako sadistični kot SS, npr. kapo Franz od Sonderkommande ali pa oberkapo nemški Jud Berliner, ki so ga nazadnje jetniki sami ubili. Nasledil ga je Poljak Porzczyicki, ki je sodeloval v uporu oktobra 1943.
Najbolj znani zaporniki, ki so tudi objavili spomine, so bili Aleksander Pečerski, Šlomo Szmajzner (ki je prišel v Sobibor že maja 1942) in Tomas Blatt - Toivi.

## Vstaja 14. oktobra 1943
Po uporu v Treblinki 4. avgusta 1943 je bil Sobibor še edino delujoče taborišče akcije Reinhard. Ker je bilo transportov vse manj so se jetniki zavedali, da bodo nacisti uničili taborišče in njih pobili. Zato so se začeli pripravljati na oboroženo vstajo. Sicer so se posamični poskusi pobegov dogajali že od same ustanovitve taborišča, nekateri so bili uspešni, drugi ne. Ko so oktobra 1943 v Sobibor prišli ruski vojni ujetniki, ki jih je vodil poročnik Aleksander Pečerski, so takoj izdelali načrt za vstajo. Temeljil je na sodelovanju kapojev z odporom in usmrtitvi esesovcev. 14. oktobra so ob štirih začeli načrtno z umori Nemcev. Zvabili so jih v različne delavnice in jih ubili. Zanesljivo so ubili te: 
- Niemann, namestnik komandanta Reichleitnerja (ki je bil na dan upora na dopustu);
- Fallaster, ki je delal v uničevalnem delu;
- Beckmann, ki je delal v administrativnem delu;
- Greischütz, poveljnik ukrajinske straže;
- Joseph Wolf; in druge.

Niso pa ubili Wagnerja, ki je bil na dopustu, Bauerja in Frenzla. Tudi Bolander ni bil usmrčen. Ko se je vstaja začela, so jetniki uspešno prebili bodečo žico, a večina jih je padla na minskem polju. Ostali so zbežali v okoliške gozdove, toda vojno jih je preživelo le okrog 40.

## Po uporu
Nacisti so taborišče ukinili in razmontirali vse naprave in hiše, na kraju zločina pa zasadili gozd. Danes je v Sobiboru malo sledov, ki bi spominjali na bivšo uničevalno taborišče. Sobiborski esesovci so bili premeščeni v Trst na ozemlje operacijske cone 'Jadransko primorje' in del njih je deloval tudi na slovenskem ozemlju. 1944 je v boju s slovenskimi partizani življenje izgubil Christian Wirth.
Po vojni so redki prišli pred sodišče. Franz Stangl in Gustav Wagner sta emigrirala v Brazilijo, Stangla je odkril Simon Wiesenthal in Brazilija ga je izročila ZR Nemčiji, ki je Stangla zaradi zločinov v Treblinki obsodila na dosmrtno ječo, v kateri je 1971 umrl. Wagnerja je prav tako odkril Wiesenthal, toda Brazilici ga niso hoteli izročiti Nemcem. 1979 je naredil samomor. Tudi Frenzel je dobil dosmrtno ječo, Bolander je pred obsodbo v zaporu naredil samomor. Bauer in kolegi so na sojenjih dobili simbolično majhne kazni, nekateri pa sploh nikoli niso stopili pred sodišče.

## Dokumenti
Poleg spominov jetnikov in gradiv iz sodnih procesov so na voljo o Sobiboru tudi dokumenti, ki jih je na žalost malo, saj so esesovci načrtno uničili arhiv, ki se nanaša na akcijo Reinhard. Precej dognanj so prinesla arheološka izkopavanja na mestu taborišča konec devetdesetih let.
O uporu je bil leta 1987 posnet tudi film 'Escape from Sobibor' z zvezdniško zasedbo (Rutger Heuer, Alan Arkin, Alan Alda, Joanna Pacula), posnet v okolici Beograda. Za bralce je priporočljiva knjiga 'Pobeg iz Sobibora' Richarda Rashkeja, na kateri temelji tudi film. Rashke je na zanimiv način v stilu detektivke predstavil dogajanje v taborišču, pri čemer je zgodbo temeljil na izpovedi preživelih jetnikov.